# Георги Бурев
Георги Бурев е български революционер, деец на Вътрешната македоно-одринска революционна организация.

## Биография
Георги Бурев е роден в Якоруда, тогава в Османската империя, днес в България. Участва в първия комитет на ВМОРО в Якоруда съставен от Гоце Делчев заедно с дедо Цане Хаджипетров, Иван Седлоев (Сахатчията), Георги Вригазов и Иван Качорев. През 1901 година заедно с Ликата Парцов и Иван Райков участват в аферата „Мис Стоун“, като укриват отвлечената американска мисионерка в Якоруда за кратко.